# Juegos de la Mancomunidad de 1990
Los XIV Juegos de la Mancomunidad se celebraron en Auckland (Nueva Zelanda), del 24 de enero al 3 de febrero de 1990, bajo la denominación Auckland 1990.

Participaron un total de 2.073 deportistas representantes de 55 países miembros de la Mancomunidad de Naciones. El total de competiciones fue de 205 repartidas en 10 deportes.

## Medallero
| Núm. | País               | Oro | Plata | Bronce | Total |
| ---- | ------------------ | --- | ----- | ------ | ----- |
| 1    | Australia          | 52  | 54    | 56     | 162   |
| 2    | Inglaterra         | 47  | 40    | 42     | 129   |
| 3    | Canadá             | 35  | 41    | 37     | 113   |
| 4    | Nueva Zelanda      | 17  | 14    | 27     | 58    |
| 5    | India              | 13  | 8     | 11     | 32    |
| 6    | Gales              | 10  | 3     | 12     | 25    |
| 7    | Kenia              | 6   | 9     | 3      | 18    |
| 8    | Nigeria            | 5   | 13    | 7      | 25    |
| 9    | Escocia            | 5   | 7     | 10     | 22    |
| 10   | Malasia            | 2   | 2     | 0      | 4     |
| 11   | Jamaica            | 2   | 0     | 2      | 4     |
| 11   | Uganda             | 2   | 0     | 2      | 4     |
| 13   | Irlanda del Norte  | 1   | 3     | 5      | 9     |
| 14   | Nauru              | 1   | 2     | 0      | 3     |
| 15   | Hong Kong          | 1   | 1     | 3      | 5     |
| 16   | Chipre             | 1   | 1     | 0      | 2     |
| 17   | Bangladés          | 1   | 0     | 1      | 2     |
| 17   | Jersey             | 1   | 0     | 1      | 2     |
| 19   | Bermudas           | 1   | 0     | 0      | 1     |
| 19   | Guernsey           | 1   | 0     | 0      | 1     |
| 19   | Papúa Nueva Guinea | 1   | 0     | 0      | 1     |
| 22   | Zimbabue           | 0   | 2     | 1      | 3     |
| 23   | Ghana              | 0   | 2     | 0      | 2     |
| 24   | Tanzania           | 0   | 1     | 2      | 3     |
| 25   | Zambia             | 0   | 0     | 3      | 3     |
| 26   | Bahamas            | 0   | 0     | 2      | 1     |
| 26   | Samoa              | 0   | 0     | 2      | 1     |
| 28   | Guyana             | 0   | 0     | 1      | 1     |
| 28   | Malta              | 0   | 0     | 1      | 1     |
|      | TOTAL              | 205 | 203   | 231    | 637   |

| Predecesor: Edimburgo 1986 | XIV Juegos de la Mancomunidad 1990 | Sucesor: Victoria 1994 |